# Adetunji Rasaq Adeshina
Adetunji Rasaq Adeshina (* 2. Dezember 2004) ist ein nigerianischer Fußballspieler.

## Karriere
Adeshina begann seine Karriere beim Real Sapphire FC. Im Januar 2023 wechselte er nach Serbien in die Jugend des FK Novi Pazar. Im April 2023 debütierte er gegen den FK Voždovac für die Profis von Novi Pazar in der SuperLiga. Bis zum Ende der Saison 2022/23 kam er zu vier Erstligaeinsätzen. In der Saison 2023/24 zählte er fest zum Profikader und kam zu 27 Einsätzen in der SuperLiga. In der Saison 2024/25 absolvierte er 35 Partien und traf dabei sechsmal.
Im Juli 2025 wechselte Adeshina zum österreichischen Bundesligisten LASK, bei dem er einen bis 2028 laufenden Vertrag erhielt.